# Akwasi Frimpong
Akwasi Frimpong (* 11. Februar 1986 in Kumasi) ist ein niederländisch-ghanaischer Skeletonfahrer und ehemaliger Sprinter.

## Biografie
Frimpong wuchs in Kumasi auf und kam im Alter von acht Jahren in die Niederlande. Die Familie erhielt erst 2007 eine dauerhafte Aufenthaltserlaubnis für die Niederlande, ein Jahr später die niederländische Staatsbürgerschaft.
Im Alter von 15 Jahren begann Frimpong mit dem Laufsport, einer seiner ersten Trainer war der früher surinamische Olympionike Sammy Monsels. 2003 wurde er niederländischer Jugendmeister über 200 Meter, zog sich jedoch kurz darauf eine schwere Knöchelverletzung zu. Da Frimpong zu diesem Zeitpunkt noch keinen offiziellen Aufenthaltstitel für die Niederlande besaß gestaltete sich die Behandlung und die anschließende Reha ausgesprochen schwierig.
2008 erhielt Frimpong ein Stipendium an der Utah Valley University, wobei er während dieser Zeit mehrere Universitätsrekorde einstellte. 2013 schloss er seine Studien in Marketing und Businessmanagement ab.
Während dieses Studiums wurde Frimpong vom niederländischen Bobverband eingeladen als Anschieber an einem Weltcuprennen teilzunehmen. Bei dem Wettkampf in Park City am 17. November 2012 belegte er gemeinsam mit Ivo de Bruin, Thierry Kruithoff und Bror van der Zijde den 21. Platz.
2013 nahm er gemeinsam mit de Bruin an einem Nordamerikacuprennen in Park City teil, wobei sie disqualifiziert wurden.
Am 13. November 2016 starte Frimpong erstmals als Skeletonfahrer für Ghana. 2018 nahm er als erster Schwarzer Skeletonfahrer an Olympischen Winterspielen teil. Da Frimpong der einzige afrikanische Skeletonfahrer zu dieser Zeit war, gelang ihm die Qualifikation über die kontinentale Qualifikationsliste ohne Konkurrenz. Bei den Wettkämpfen in Pyeongchang belegte er den 30. und letzten Platz.
Am 3. Dezember 2022 erreichte Frimpong als erster afrikanischer Skeletonfahrer einen Podestplatz bei einem kontinentalen Rennen, als er beim Nordamerikacup in Lake Placid den dritten Platz belegte.

## Erfolge

### Olympische Winterspiele
- Pyeongchang 2018: 30. Platz

### Weltmeisterschaften
- Königssee 2017: 44. Platz
- Altenberg 2021: 32. Platz
- St. Moritz 2023: 35. Platz
- Winterberg 2024: 28. Platz
- Lake Placid 2025: 27. Platz

### Weltcup
- Eine Platzierung unter den besten 20

### Europacup
- Eine Platzierung unter den besten 30

### Interkontinentalcup
- 6 Platzierungen unter den besten 15

### Nordamerikacup
- Ein Podestplatz